# Detroit-Plateau
Das Detroit-Plateau ist ein großes Hochplateau mit einer Höhe von 1500 m bis 1800 m inmitten des Grahamlands auf der Antarktischen Halbinsel. Am nordöstlichen Ende wird es begrenzt durch die Südflanke des Russell-West-Gletschers, von dem es sich über eine Strecke von rund 145 km in hauptsächlich südwestlicher Richtung bis zum Herbert-Plateau erstreckt.
Entdeckt wurde es vom australischen Polarforscher Hubert Wilkins bei seinem Antarktisflug am 20. Dezember 1928. Wilkins benannte es Detroit Aviation Society Plateau nach der Gesellschaft, die seine Antarktisexpedition unterstützte. Später setzte sich der heute geläufige Name durch. Der Falkland Islands Dependencies Survey kartierte den nördlichen und östlichen Bereich des Plateaus von 1946 bis 1947.